# Rosemarie Rizzo-Parse
Rosemarie Rizzo-Parse (* 28. Juli 1938 in Pittsburgh, Pennsylvania) ist eine Pflegewissenschaftlerin, Hochschullehrerin und Autorin der Pflegetheorie Human Becoming (dt. Menschliches Werden), die sie 1981 erstmals unter dem Titel Man-Living-Health (dt. Mensch-Leben-Gesundheit) veröffentlicht hat.
Rosemarie Rizzo-Parse wurde am 28. Juli 1938 in Pittsburgh, Pennsylvania, als zweites von drei Kindern der Familie Rizzo geboren. Sie wuchs in einem streng katholischen Haushalt auf, in dem viel Wert auf Bildung gelegt wurde. Nach ihrem Abschluss an einer katholischen Highschool nahm Rizzo-Parse ein Studium der Pflege an der Duquesne University in Pittsburgh auf. Direkt im Anschluss an das Erreichen des Bachelor erhielt sie ein Stipendium und legte nach zwei Jahren auch ihren Master in Pflege ab. Während Rizzo-Parse an der Duquesne unterrichtete, bereitete sie ihre Dissertation vor. Sie arbeitete danach an der City University of New York als Professorin und Koordinatorin des Center for Nursing Research (Zentrum für Pflegeforschung) am Hunter College, 1983 wechselte sie als Professorin und Leiterin des Niehoff Programmes an die Loyola University Chicago. Seit 1996 ist Rizzo-Parse emeritiert. Rizzo-Parse gründete und übernahm die redaktionelle Verantwortung für die pflegewissenschaftliche Zeitschrift Nursing Science Quarterly.

## Veröffentlichungen
- Nursing Fundamentals Medical Examination Publishing, 1974.
- Man-Living-Health: A Theory of Nursing Wiley, 1981.
- Nursing Research: Qualitative Methods Brady Communications, 1985 (mit A. Barbara Coyne und Mary Jane Smith).
- Nursing Science: Major Paradigms, Theories, and Critiques Saunders, 1987.
- Illuminations: The Human Becoming Theory in Practice and Research National League for Nursing Press, 1995.
- The Human Becoming School of Thought: A Perspective for Nurses and Other Health Professionals Sage Publications, 1998
- Hope: An International Human Becoming Perspective Jones & Bartlett Publishers, 1999.
- Qualitative Inquiry: The Path of Sciencing Jones & Bartlett Publishers, 2001.
- Community: A Human Becoming Perspective Jones & Bartlett Publishers, 2003.

## Ehrungen
- Lifetime Achievement Award, Unitary Research Section der Midwest Nursing Research Society, 2001.
- Lifetime Achievement Awards, Asian American Pacific Islander Nurses Association.
- Die Rosemarie Rizzo Parse Scholarship wurde in ihrem Namen an der Henderson State University School of Nursing eingerichtet.
- Martha E. Rogers Golden Slinky Award.
- New York Times Nurse Educator of the Year Award, 2008.